# Zoophthorus rufithorax
Zoophthorus rufithorax är en stekelart som beskrevs av Horstmann och Graham 1989. Zoophthorus rufithorax ingår i släktet Zoophthorus och familjen brokparasitsteklar. Inga underarter finns listade i Catalogue of Life.